# Château de Thorens
 (janvier 2020).
Pour les articles homonymes, voir Thorens.
Le château de Thorens est situé sur la commune de Thorens-Glières en Haute-Savoie, à une vingtaine de kilomètres au nord-est d'Annecy, à la sortie du village, par la route montant au plateau des Glières.
Il est souvent confondu avec le château de Sales, son ancien voisin de quelques centaines de mètres : Sales fut détruit sur ordre du roi de France, Louis XIII, en 1630. Le château de Thorens est également improprement appelé « château de Thorens-Glières ». En réalité, « Thorens-Glières » est le nom que porte désormais le village, depuis la Libération ; depuis le 19 avril 1947, précisément. Le château, quant à lui, s'est toujours et simplement appelé « château de Thorens ». Toutefois, certains documents anciens (XVIIe siècle notamment) le qualifient de « château de Compey », du nom de ses premiers propriétaires : les puissants seigneurs de Compey.

## Historique

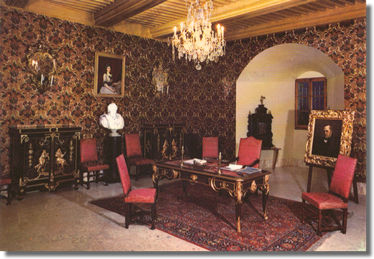
Château de Thorens : bureau du Premier Ministre Camille de Cavour - « C'est sur ce bureau que nous sommes devenus Français ; c'est sur ce bureau qu'est née l'Italie unifiée. »

À la sortie du village de Thorens-Glières, sur la route du célèbre plateau des Glières, le château dresse sa silhouette altière dans un bel écrin de montagne. Il est bâti sur l'ancien fort de 1060, élevé par ordre du comte Gérold de Genève. Celui-ci le donna en investiture à son fidèle compagnon d'arme, le seigneur Odon de Compey.
Confisqué aux terribles sires de Compey par le duc de Savoie (1479) - en raison des nombreux crimes, abus et exactions qu'ils commirent - le château fut offert à Hélène de Luxembourg-Saint-Pol, épouse du prince Janus de Savoie (comte du Genevois). Mais Hélène ne s'intéressa pas à Thorens. Leur fille Louise de Savoie, qui avait épousé le cousin germain de sa mère, François de Luxembourg (vicomte de Martigues, de la branche des Luxembourg-Fiennes), hérita du château de Thorens.
Plus tard, en 1559, Thorens fut vendu par Sébastien de Luxembourg, duc de Penthièvre et vicomte de Martigues, au seigneur François de Sales, père de saint François de Sales. Le seigneur de Sales possédait déjà le château de Sales, situé à quelques centaines de mètres de celui de Thorens. Curieusement, et pour une raison encore mal connue, cette vente ne fut concrétisée qu'au mois de juin 1602 : saint François de Sales, alors en mission à Paris, acheta Thorens, pour le compte de ses frères et sœurs, à la Marie de Luxembourg, duchesse de Penthièvre veuve de Philippe-Emmanuel de Lorraine, duc de Mercœur et fille du prince Sébastien de Luxembourg.
Inféodés, à l'origine, aux sires de Compey, les Sales passèrent ensuite au service des princes de Luxembourg. Le seigneur François de Sales occupait d'ailleurs la prestigieuse charge de maître d'hôtel de la maison du prince Sébastien de Luxembourg. Au XVIIe siècle, la famille de Sales, fort ancienne, originaire de La Roche, connut une ascension rapide, occupant dès lors les plus hautes charges à la cour de Savoie à Turin et passant du titre de baron (1613) à celui de comte (1632), puis enfin au titre de marquis (1665). Tout au long des XVIIIe siècle/XIXe siècle, jusqu'à l'annexion de la Savoie à la France (1860), la famille de Sales fut très proche du pouvoir, notamment par le truchement du comte de Duingt (alias le marquis Paul-François de Sales), du comte Eugène de Roussy de Sales (1822-1915) et bien sûr du proche cousin de ce dernier, le Premier ministre Camillo Cavour. À notre époque encore, le comte Jean-François de Roussy de Sales (1928-1999) fut un ami très proche du dernier roi d'Italie, Humbert II.
Malmené pendant l'invasion française en Savoie de 1792, le château de Thorens fut restauré, au XIXe siècle, par la marquise Alexandrine de Sales aidée par son petit-fils, le comte Eugène de Roussy de Sales. Aujourd'hui, la famille de Roussy de Sales habite toujours le château en le préservant avec soins.
Le comte Jean-François de Roussy de Sales fut le premier de sa dynastie à ouvrir le château au public. Dès 1960, il profita des cérémonies du centième anniversaire de l'Annexion du duché de Savoie à la France pour donner accès à l'intégralité du rez-de-chaussée de sa demeure, ainsi qu'à la quasi-totalité des salles médiévales datant des XIIe siècle/XIIe siècle.
La visite de cette demeure historique relate la vie de Saint François de Sales (1567-1622) et de sa famille. Saint François, prince-évêque de Genève, fut un personnage aux multiples facettes et à la renommée sans limite auprès des plus humbles comme des grands de ce monde. La vie de ce saint universel est illustrée ici par son orfèvrerie liturgique, ses sceaux, ses habits épiscopaux, des tableaux, des documents et des livres rares.
Le comte Camille Benso de Cavour (1810-1861) est lui aussi un personnage incontournable de Thorens : il séjourna régulièrement dans le château de ses cousins. Lorsqu'il fut Premier ministre du royaume de Sardaigne, Camille de Cavour mena à bien l'Unité italienne au profit de la maison de Savoie, avec l'aide de son vieil ami, l'empereur des Français Napoléon III. En conséquence, le comté de Nice et le duché de Savoie furent réunis à la France au printemps 1860, par le traité de Turin du 24 mars. Le château abrite les effets personnels de l'homme d'État, son mobilier et ses œuvres d'art, notamment le somptueux bureau de style « Boulle Napoléon III » sur lequel fut signé le Traité de Turin.
Au milieu des œuvres d'art (tapisseries des Flandres, tableaux de maîtres…) et du mobilier de la Renaissance, de l'époque baroque ou du Second Empire, le visiteur s'imprègne de l'âme de ce château. Le logis noble, dans la lumière dorée d'un salon ou d'une chambre, laisse transparaître la finesse de goût du XVIIe siècle. La cuisine voûtée (1632) remet en bouche les saveurs des festins d'un temps passé. Les austères salles voûtées des premières fortifications évoquent la vie des hommes d'armes, et le donjon rappelle, quant à lui la justice seigneuriale.

## Tourisme
Le château de Thorens est situé à la sortie du village de Thorens-Glières, au début de la montée vers le plateau des Glières.
Actuellement le château de Thorens n'est pas ouvert aux visites pour travaux.
Normalement la visite comprend le donjon, les salles de garde des XIIe et XIIIe siècles, la cuisine et ses imposantes cheminées (1632), des salons, des chambres, et bureaux, richement meublés et décorés d'œuvres rassemblées depuis la Renaissance italienne jusqu'à Napoléon III avec notamment des tapisseries des Flandres retraçant la vie de Tobie, et des tableaux de grands maîtres. Une partie du jardin (un ancien potager italien du XVIIe siècle) est classée au titre des Monuments Historiques.

## Personnalités liées au château

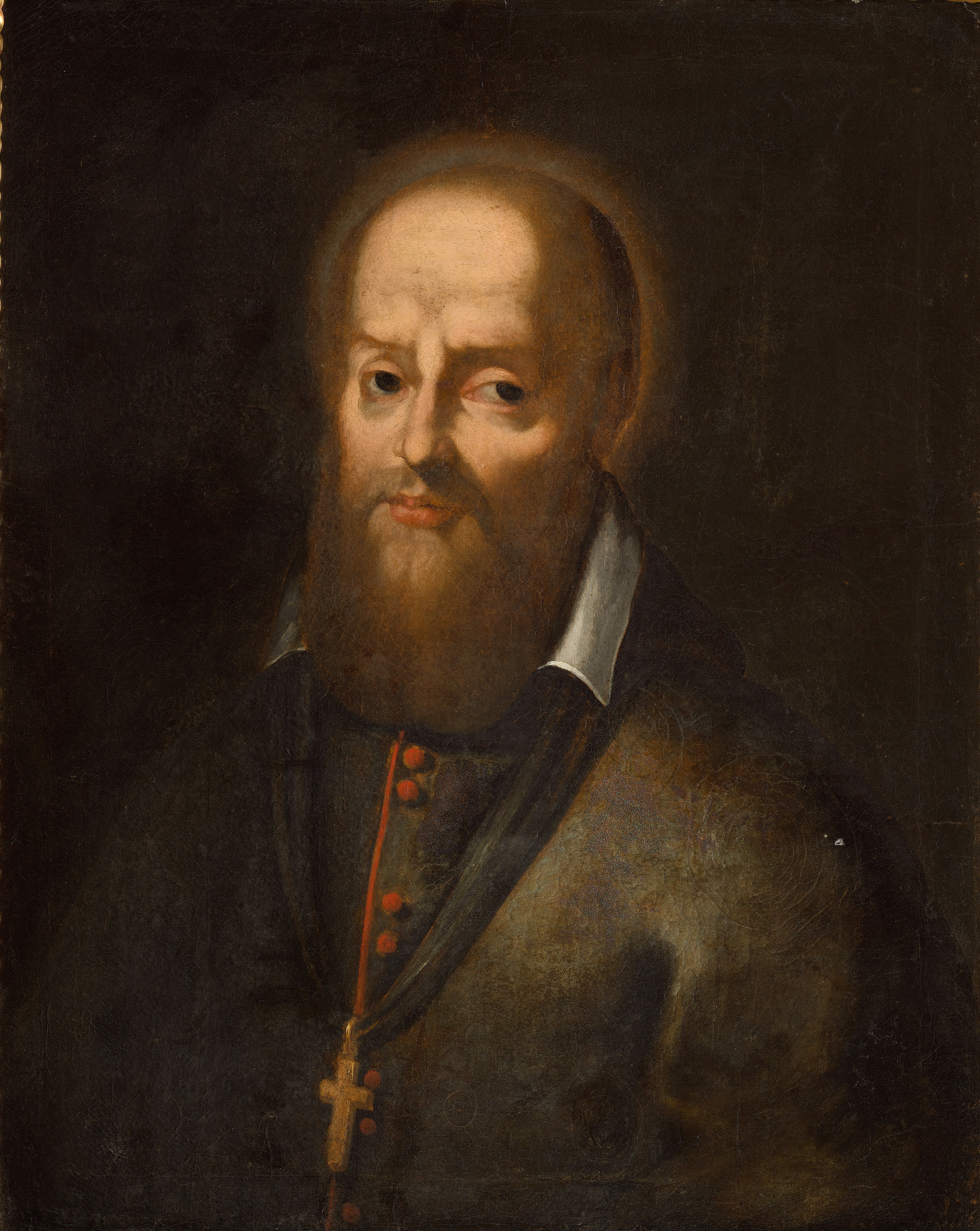
Saint François de Sales

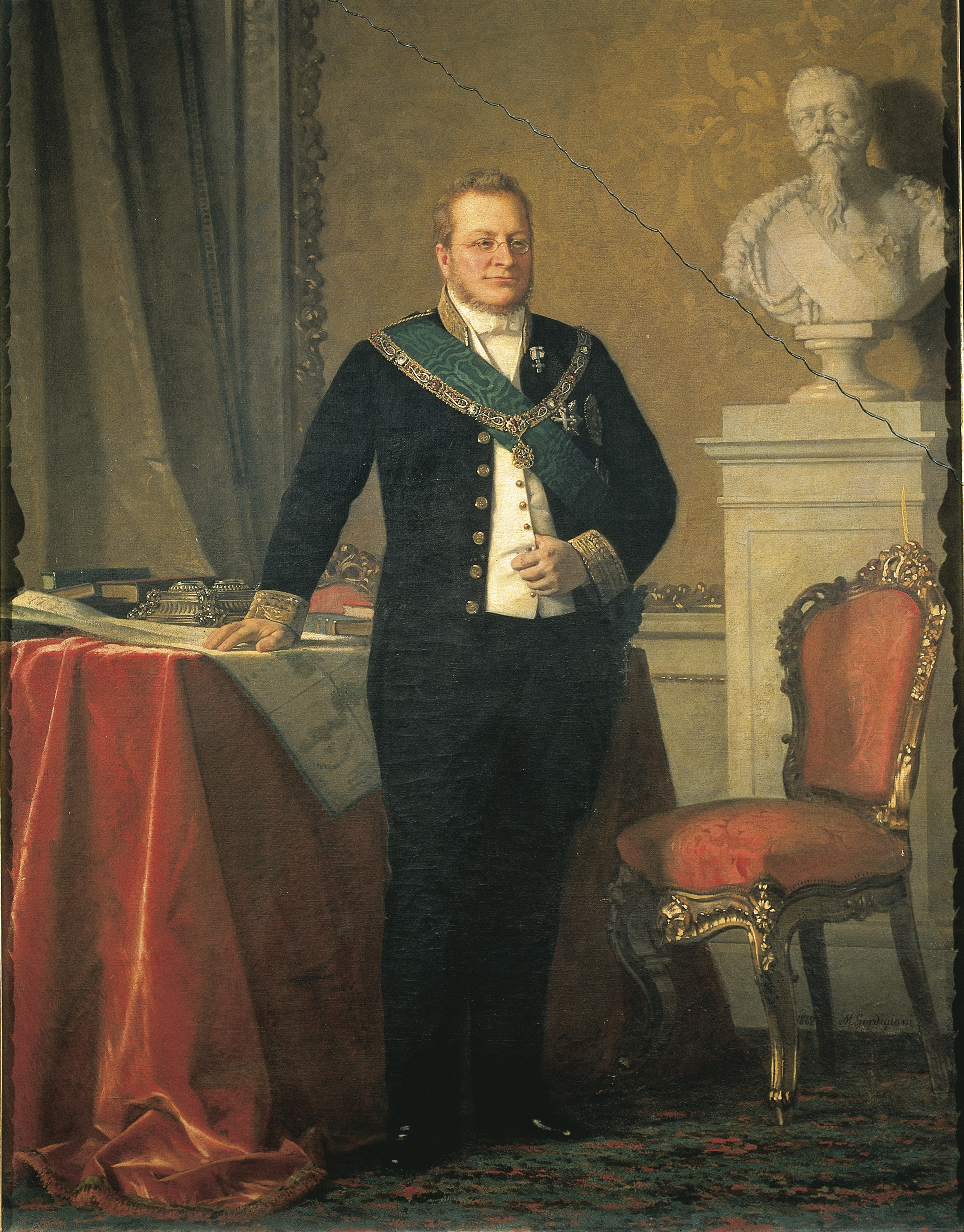
Camille Benso, comte de Cavour

- Saint François de Sales (1567-1622)
- comte Camille Benso de Cavour (1810-1861)

## Sources et références
1. ↑  Notice no PA00118464.